# Post-disco
Per post-disco si intende una variante della disco music emersa lungo la fine degli anni settanta negli Stati Uniti.

## Caratteristiche
Pur mantenendo la struttura ritmica della disco music, si differenzia da essa per le sonorità maggiormente elettroniche e viene associata a varianti del rock quali il post-punk e la new wave. Viene generalmente riconosciuta come una musica di transizione fra la musica disco degli anni settanta e diverse tendenze di musica da ballo quali la house di Chicago, la techno e l'acid house. La post-disco ha molte caratteristiche in comune con il boogie ed è talvolta considerata un suo sinonimo.

## Storia

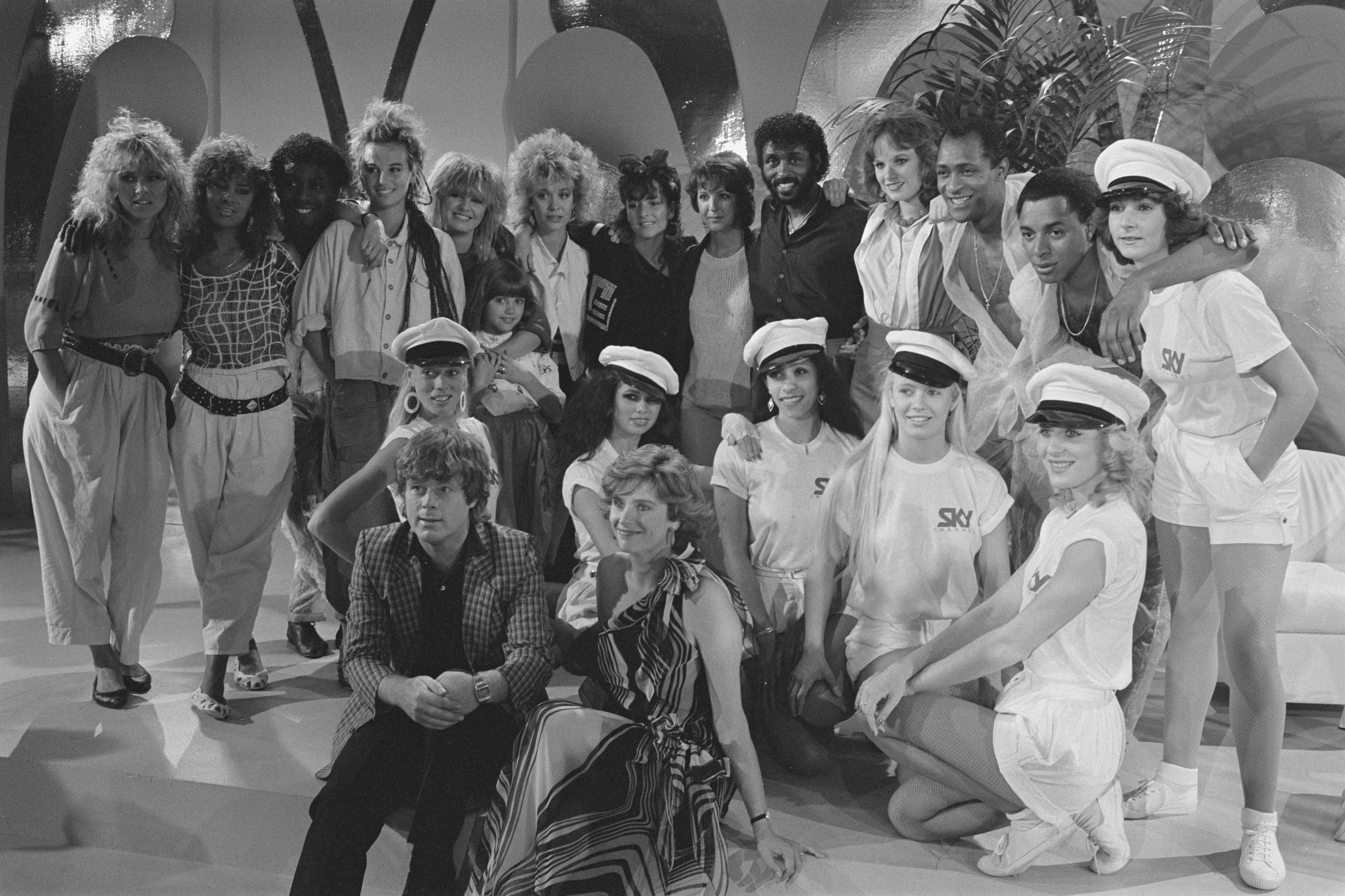
Gli Imagination e altri, tra cui Penney de Jager, le Dolly Dots e Willem Ruis nel 1984

In seguito alla Disco Demolition Night, una campagna mirata a screditare la disco music, le stazioni radiofoniche statunitensi iniziarono a trasmettere stili musicali come il reggae, il punk rock e la new wave, e alcune etichette di musica mainstream come la Casablanca, la TK e la RSO andarono in bancarotta. Nel frattempo, la disco si stava orientando sempre più in direzione della musica elettronica, dando vita alle scene Hi-NRG, freestyle, la Italo disco, che continuerà a prosperare per tanti anni in Italia, e il boogie, lo stile più vicino di tutti alla post-disco.
Il produttore discografico brasiliano e pioniere della fusion Eumir Deodato, che era attento alle tendenze musicali in voga, contribuì al successo dei Kool & the Gang, che erano reduci da un periodo di crisi interna, rinnovando la loro immagine e adottando nelle loro tracce un sound pop e post-disco. Jacques Fred Petrus, produttore dei B. B. & Q. Band e Change da sempre interessato al genere Hi-NRG, contaminò la musica da lui prodotta con riferimenti funky e R&B, divenendo così un'importante figura del genere post-disco. Il duo francese Henri Belolo/Jacques Morali, le menti dei fortunati Village People, fecero scritturare i Ritchie Family, un altro gruppo da loro fondato, alla RCA Victor per far produrre il loro album I'll Do My Best (1982), co-prodotto da Petrus e Fonzi Thornton, e in cui si nota il cambio di stile in direzione della post-disco. Il gruppo post-disco degli Imagination, diventati celebri grazie a Just an Illusion (1982) e altri singoli di grande successo, sono ritenuti i responsabili della transizione dalla disco music alla dance nonché i precorritori della musica house.
Dick Griffey e Leon Sylvers III della SOLAR Records, altri due pionieri della post-disco, produssero Rough Riders (1979) dei Lakeside dell'Ohio, in cui «fa sfoggio di arrangiamenti economici (ottoni, tastiere e chitarra)» e risente l'influenza della nascente stilistica. Un disco spartiacque del genere è Off the Wall (1979) di Michael Jackson, prodotto da Quincy Jones, che contribuì a definire le dinamiche della nuova R&B/dance e influenzò molti giovani produttori interessati a questo tipo di musica.
La disco music europea non subì i segni lasciati dalla Disco Demolition Night, e subì un calo di notorietà nel solo Regno Unito, anche se ciò avvenne a causa dell'emersione degli artisti new wave e new romantic intorno al 1981. Questi ultimi diedero vita a una caratteristica scena musicale attingendo pesantemente dalla post-disco americana fino alla fine degli anni settanta.

## Artisti
Oltre ai sopracitati, gli esponenti della post-disco sono produttori elettronici come François Kevorkian, Arthur Baker e Shep Pettibone, e artisti come Larry Levan, Madonna, Grace Jones, Kid Creole & The Coconuts, Prince, Inner Life, Liquid Liquid, D Train, Shalamar e Indeep. Tra coloro che si ispirarono al genere si segnalano Rick James e Teena Marie; fra coloro che invece vi si sono invece cimentati solo occasionalmente vi sono i Rolling Stones (Miss You), i Clash (The Magnificent Dance) e Dolly Parton (Potential New Boyfriend).